# 정훈 (1996년)
정훈(본명: 이정훈, 1996년 10월 18일 ~ )은 대한민국의 보이그룹 일급비밀의 멤버였다. 2020년 10월 16일 인스타그램에 일급비밀이 아닌 개인으로서의 활동을 시작한다는 것을 올려 팀을 탈퇴한 것으로 보이나 공식 입장은 나오지 않았으며 현재는 연예계를 떠났다.